# Csengersima
Csengersima es un pueblo ubicado en el distrito de Csenger, en el condado de Szabolcs-Szatmár-Bereg, Hungría.

## Superficie
Posee una superficie de 23,80 kilómetros cuadrados.

## Demografía
Hasta 2019 la población era de 794 habitantes, con una densidad de población de 33,36 habitantes por kilómetro cuadrado.